# Trash europeo
Trash europeo (Europeiskt skräp) è un libro dello scrittore svedese Ulf Peter Hallberg, che si è affermato grazie a un particolare tipo di narrazione che mescola romanzo, saggio e biografia.

## Trama
Nel 2007, alla morte del padre, lo scrittore Ulf Peter Hallberg entra in possesso dell'appartamento di questo collezionista compulsivo che per decenni ha raccolto in casa una quantità di materiale eterogeneo: oggettistica, disegni, ritagli di giornale, quaderni di appunti di un uomo che rifiutò di lasciarsi integrare in un “sistema”, riuscendo sempre a mantenersene al margine. Il figlio ha da rimproverargli l'incapacità cronica di contribuire al mantenimento della famiglia, anche se più avanti l'uomo trasferirà “metà della sua pensione minima a Berlino perché suo figlio potesse sopravvivere nei primi anni difficili”, ma deve anche ringraziarlo per avergli fatto capire che ciò che importa davvero nella vita non sono i valori materiali.

Già durante l'infanzia ha assorbito dal padre Ulf l'amore per l'arte e il suo disprezzo per il denaro e il successo; ora, il libro che decide di scrivere (dopo “Grand Tour”, 2005, dedicato alla memoria della madre) si può definire un tentativo di elaborazione del lutto.
Il sottotitolo è “Quattordici modi per ricordare mio padre”; 14 sono infatti i capitoli, commistione di memorie, pensieri e veri e propri racconti che partono dai ricordi scatenati dalla raccolta di “trash”: un genere letterario “impuro”, al confine tra fiction e saggistica.
Ogni capitolo è introdotto da un'immagine tratta dalla collezione del padre.
- 1 – Il testamento del collezionista

L'autore entra nell'appartamento del padre Ulf Hallberg immediatamente dopo la morte, e prende possesso delle sue collezioni che scatenano una ridda di pensieri sulla propria infanzia e sul rapporto con il mondo, l'arte e il denaro.
- 2 – Sulle tracce del neorealismo

Una parte delle collezioni riguardano immagini di cinema del dopoguerra; Hallberg ricorda in brevi, efficaci passaggi, l'importanza del neorealismo italiano, concentrandosi su Luchino Visconti e su Gina Lollobrigida, e soprattutto sull'icona svedese Ingrid Bergman, la moglie del regista Roberto Rossellini.
- 3 – il ritorno di Baudelaire

È un capitolo di fiction in cui si immagina che Charles Baudelaire venga convocato a New York per indagare su un mistero non ben definito, che alla fine si rivela il complotto terroristico culminante negli attentati dell'11 settembre 2001.
- 4 – L'uomo macchina

Il rapporto tra l'umano e l'artificiale a partire da Philip K. Dick: Il cacciatore di androidi e il film Blade Runner che ne è stato tratto.
- 5 – I messaggeri

Una breve fantasia sul pittore svedese Einar Bager, concittadino di Hallberg.
- 6 – Gli insostituibili

Dal collezionismo a Walter Benjamin il passo è breve. Hallberg che l'autore tedesco de L'opera d'arte nell'epoca della sua riproducibilità tecnica scriva in un albergo di Portbou al confine franco-spagnolo, la notte prima del suicidio (26 settembre 1940), alcune lettere alla sua amata Asja, che contengono riflessioni sull'arte e il progresso.
- 7 – Hotel de Dream

Hotel de Dream è il nome dell'albergo gestito in Florida dalla moglie dello scrittore statunitense Stephen Crane. “Non sono mai riuscito a liberarmi da quel nome”, confessa Hallberg. Mentre il padre è ricoverato in ospedale, l'autore si reca in volo in Islanda, sull'isola di Heimaey appena investita da un'eruzione vulcanica, e vi incontra una giovane e bella russa di nome Laura che nasconde un mistero. 
- 8 – Omero al chiaro di luna

Considerazioni su Michelangelo, Shakespeare a Georg Büchner.
- 9 – La solitaria

L'attrice svedese Greta Garbo è la grande diva del cinema hollywoodiano d'anteguerra. Il capitolo è una breve fantasia sulla sua vita negli Stati Uniti.
- 10 – L'immane vuoto delle cose

Un uomo appena giunto all'aeroporto di Heimaey tenta di uccidere Laura; lei è una studentessa universitaria sfuggita dalle mani di rapitori e violentatori, sottraendo loro un'ingente quantità di denaro. Hallberg la porta con sé a Lisbona, nel tentativo di far perdere le sue tracce a chi le dà la caccia.
- 11 – La nave Gripsholm

Un breve racconto i cui protagonisti sono Harald ed Ellen, genitori del pittore Einar Bager, durante un viaggio in transatlantico verso gli Stati Uniti. Lei vive un amore platonico per il giovane Ernst Kruse, sublimato in un bacio sulla guancia al momento dell'arrivo a New York City.
- 12 – L'uomo del rinascimento

Quando Ulf Hallberg padre voleva fare colpo su un uditorio, parlava della sua visione del Rinascimento italiano, mutuata dallo storico svizzero Jacob Burckhardt, secondo il quale la barbarie è mancanza di cultura. L'autore rievoca un viaggio a Venezia insieme ai genitori; l'Italia assumo il simbolo di luogo della bellezza slegata dall'interesse materiale.
- 13 – La pietà di Praga

L'autore visita Praga immediatamente dopo la caduta del Muro di Berlino; per lui è la città di endre Nemes, il pittore ceco emigrato in Svezia del quale tenne a lungo appeso al muro un dipinto intitolato “L'uomo macchina” acquistato da un rigattiere di Copenaghen. IL capitolo rievoca poi il viaggio compiuto nel 1951 dai genitori di Ulf Peter Hallberg a bordo di un camion, in compagnia di una coppia di amici, diretti in Africa. Dopo avere vagato in Francia e Spagna, furono bloccati a Pamplona da un guasto tecnico.
- 14 – Le porte del paradiso

Una fantasia in cui il pittore Endre Nemes si presenta alle porte del paradiso dove viene fermato da San Pietro.

## Edizioni
- Ulf Peter Hallberg, Trash europeo. Quattordici modi per ricordare mio padre, traduzione di Massimo Ciavarolo, Iperborea, 2013,  p. 344, ISBN 978-88-7091-512-9.